# Sideakkreditering
En sideakkreditering betegner, at en ambassadør er givet fuldmagt til at varetage udsenderstatens interesser i et land, hvor han ikke har sin bopæl. Især mindre lande som Danmark akkrediterer ofte deres ambassadører i flere lande. Ambassadøren må så med jævnlige mellemrum besøge de lande, hvor han er sideakkrediteret, for at opretholde kontakt med landets myndigheder.
Under det første besøg i et sideakkrediteret land afleverer ambassadøren sine akkreditiver til landets statsoverhoved på samme måde som en ambassadør, der er bosiddende i landet.
Der findes – også i den danske udenrigstjeneste – eksempler på, at en ambassadør varetager sine opgaver fra sin egen hovedstad og dermed ikke har bopæl i nogle af de lande, som han har ansvaret for. En sådan ambassadør betegnes som rejsende ambassadør.